# Charlotte Hartmann Lagerwall
Charlotte Hartmann Lagerwall född den 8 oktober 1936 i Köln, Tyskland, död den 16 november 2010 i Göteborg, var en svensk textilkonstnär, målare och grafiker.
Hartmann Lagerwall studerade vid Konstfackskolan i Köln, 1958–1960 och vid Hochschule für Bildende Künste i Berlin 1960–1964. Hon flyttade till Sverige och bosatte sig i Göteborg 1965. Hon vistades i Paris 1972–1974 där hon studerade den franska tapesseritekniken, hon bedrev litografistudier i USA 1981–1982 samt emaljteknik vid Gustavsbergs Fabriker 1985–1986. Separat har hon bland annat ut på Galleri Majnabbe i Göteborg 1976, Wadköpingshallen i Örebro 1980 och Galerie Glockengasse i Köln samt medverkat i utställningar med Göteborgs konstförening och Partille konstförening. Hon har tilldelats Göteborgs kulturstipendium samt stipendium från Bildkonstnärsfonden. Bland hennes offentliga arbeten märks utsmyckningar för Gatukontoret, Nya Brandstationen och Hotel Novotel i Göteborg. Hennes konst består av akvareller och färglitografier samt gobelänger och emaljmålning på stål. Hartmann Lagerwall är representerad vid Statens konstråd, Göteborgs konstnämnd, Västerås konstmuseum, Stockholms läns landsting, Malmöhus läns landsting, Örebro läns landsting, Hallands läns landsting, Västerbottens läns landsting, Västra Götalands och Gävleborgs läns landsting.